# Dalimba, Kanakapura
Dalimba là một làng thuộc tehsil Kanakapura, huyện Ramanagara, bang Karnataka, Ấn Độ.